# Giải bóng đá ngoại hạng Mông Cổ 2018
Giải bóng đá ngoại hạng Mông Cổ 2018 (còn được gọi là Giải bóng đá ngoại hạng quốc gia Khurkhree) là lần thứ 50 của giải đấu bóng đá cấp cao nhất ở Mông Cổ. Erchim bước vào mùa giải với tư cách là đương kim vô địch của mùa giải 2017.
Arvis FC và Gepro FC đã tham gia khi hai đội được thăng hạng từ Giải bóng đá hạng nhất quốc gia Mông Cổ trong khi Khoromkhon FC và Ulaanbaataryn Unaganuud FC bị xuống hạng.
Mùa giải bắt đầu vào ngày 28 tháng 4 năm 2018.

## Câu lạc bộ và vị trí
| Câu lạc bộ       | Thành phố   | Sân vận động                   | Sức chứa |
| ---------------- | ----------- | ------------------------------ | -------- |
| Arvis            | Ulaanbaatar | Trung tâm bóng đá MFF          | 3.500    |
| Athletic 220     | Ulaanbaatar | Trung tâm bóng đá MFF          | 3.500    |
| Deren            | Deren       | Sân vận động thể thao quốc gia | 12.500   |
| Erchim           | Ulaanbaatar | Sân vận động Erchim            | 2.000    |
| Gepro            | Ulaanbaatar | Trung tâm bóng đá MFF          | 3.500    |
| Anduud City Club | Ulaanbaatar | Trung tâm bóng đá MFF          | 3.500    |
| Khangarid        | Erdenet     | Sân vận động Erdenet           | 7.000    |
| Selenge Press FC | Ulaanbaatar | Trung tâm bóng đá MFF          | 3.500    |
| FC Ulaanbaatar   | Ulaanbaatar | Trung tâm bóng đá MFF          | 3.500    |
| Ulaanbaatar City | Ulaanbaatar | G-Mobile Arena                 | 3.000    |

## Bảng giải đấu
| VT | Đội              | ST | T  | H | B  | BT | BB | HS  | Đ  | Giành quyền tham dự hoặc xuống hạng |
| -- | ---------------- | -- | -- | - | -- | -- | -- | --- | -- | ----------------------------------- |
| 1  | Erchim           | 18 | 12 | 5 | 1  | 52 | 17 | +35 | 41 | vòng sơ loại Cúp AFC                |
| 2  | Ulaanbaatar      | 18 | 10 | 7 | 1  | 41 | 17 | +24 | 37 |                                     |
| 3  | Anduud City      | 18 | 10 | 5 | 3  | 31 | 18 | +13 | 35 |                                     |
| 4  | Athletic 220     | 18 | 9  | 6 | 3  | 39 | 15 | +24 | 33 |                                     |
| 5  | Deren            | 18 | 8  | 7 | 3  | 41 | 15 | +26 | 31 |                                     |
| 6  | Ulaanbaatar City | 18 | 7  | 5 | 6  | 30 | 28 | +2  | 26 |                                     |
| 7  | Khangarid        | 18 | 4  | 6 | 8  | 24 | 26 | −2  | 18 |                                     |
| 8  | Selenge Press    | 18 | 3  | 4 | 11 | 22 | 41 | −19 | 13 |                                     |
| 9  | Arvis            | 18 | 2  | 4 | 12 | 24 | 62 | −38 | 10 | Giải hạng 1                         |
| 10 | Gepro            | 18 | 0  | 1 | 17 | 8  | 73 | −65 | 1  | Giải hạng 1                         |